# Ледяной шип
Ледяной шип — образование из льда, часто в виде перевернутой сосульки, которая выступает вверх с поверхности замерзшей воды. Хотя их появление довольно редко, ледяные шипы, естественно образующиеся на поверхности малых водоемов, описывались еще с 1920-х годов. Механизм формирования, известный как модель Белли-Дорси, был предложен в начале XX века, но долго не проверялся в лабораторных условиях. В 2010-х годах много фотографий ледяных шипов появилось в интернете вместе с инструкциями, как получить их, замораживая дистиллированную воду в холодильнике или морозилке. Это позволило ученым проверить гипотезу в лабораторных условиях и, хотя эксперименты подтверждают модель Белли-Дорси, они подняли вопрос о том, как образуются природные ледяные шипы. Шипы иногда вырастают в других формах, и называются ледяными свечами, башенками, вазами. Одна очень необычная форма — это перевернутая пирамида.
Хотя природные ледяные шипы в основном размером в несколько сантиметров, канадец Джин Хьюсер, во время путешествия через замерзшее озеро Эри в 1963 году, описывал малые отверстия во льду, через которые вода периодически выстреливала под давлением и замерзала, образуя полутораметровые струи льда, которые выглядели как «телефонные столбы по всему озеру».

## История
Ледяные шипы упоминались как редкий феномен с 1920-х. Теория механизма формирования была предложена независимо учеными Белли и Дорси в начале XX века, и сегодня остается общепринятым объяснением этого явления. Шипы формируются чаще всего в сосудах, где вода замерзает быстро, нежели в больших объемах воды, таких, как озера или пруды. В интернете показывают и обсуждают формирование необычных образований изо льда, также описывая множество случаев формирования шипов в холодильниках. Возможность выращивания ледяных шипов в контролируемых средах подтолкнуло провести исследования причин их формирования на физическом факультете Калифорнийского технологического института под руководством Кеннета Либбрехта.

## Механизм формирования
Естественно сформированные ледяные шипы, часто в формах свечей или многогранных башен (обычно треугольных), иногда появляются в контейнерах с замерзшей дождевой водой или водой из-под крана. Вода расширяется на 9 % при замерзании, и самая простая форма кристалла льда, которая отражает свою внутреннюю структуру — это шестиугольная призма. Верхняя и нижняя поверхности кристалла — шестиугольные плоскости называются основными плоскостями. Направление, перпендикулярное основным плоскостям, называется c-осью.
Процесс начинается, когда вода на поверхности проходит нуклеацию вокруг неровностей возле стенок сосуда и начинает замерзать внутрь. Если c-ось первого сформированного кристалла не является вертикальной, то основная плоскость пересекает поверхность вдоль определенной линии, перпендикулярной c-оси, и иглы льда распространяются по поверхности воды вдоль этой линии. В то же время завеса льда растет вниз в переохлажденной воде вдоль основной плоскости. Пленка льда растет, закрывая большинство поверхности, кристаллы соединяются, и вода продолжает замерзать до центра, пока не замерзшим остается только малое отверстие. Зерновые завесы преимущественно соединяются под углом в 60 градусов, и поэтому отверстие в основном имеет форму треугольника, хотя возможны и другие геометрические формы. Замерзание льда внутрь выталкивает остатки воды через дырку, формируется выпуклый мениск, который выступает несколько выше  поверхности льда. Когда края мениска замерзают, они образуют небольшую плотину, которая заставляет воду подниматься чуть выше, формируя новую плотину поверх первой. Если скорость выталкивания воды равна скорости замерзания на краю отверстия, тогда этот процесс непрерывно повторяется, и все слои формируют трубку льда. Рост трубки продолжается, пока верх не закроется или пока вся вода не замерзнет. Формирование ледяных шипов связано с формой сосуда с водой, концентрацией примесей, температурой и круговоротом воздуха над водой. Шипы, которые растут из зерна, сформированного под поверхностью воды, могут расти изо льда под острым углом, а не перпендикулярно ей.
Малые ледяные шипы могут формироваться искусственно в лотке для кубиков льда из дистиллированной воды в домашних холодильниках. Механизм формирования такого шипа тот же, как и в природе — уменьшение объема внутри куба увеличивает давление воды, проталкивая ее сквозь дырку на поверхности. Рост такого шипа прекращается. когда верхушка замерзает полностью, что происходит намного раньше, чем замерзание всей воды в кубе. Этот метод создает маленькие шипы, в основном круглые или треугольные в поперечном сечении, с острым концом. Эксперименты показали, что шипы имеют меньше шансов сформироваться, если использовать не дистиллированную воду. Это ставит вопрос о том, как формируются ледяные шипы в воде из-под крана или дождевой воде. Предполагается, что в случае малых шипов примеси концентрируются в незамерзшей части наверху трубки, снижая скорость замерзания. Однако кроме случаев, когда вырастают очень большие шипы, должен существовать другой механизм, который бы устранял примеси, накапливающиеся на вершине растущей трубки. Либо примеси выталкиваются в области, которые замерзают медленнее, либо, возможно, конвекционный поток, который был бы незначительным в малых, искусственно выращенных шипах, заменяет воду на вершине трубки свежей водой из-подо льда.

## Галерея
- Ледяной шип в морозилке холодильника
- Шип, выращенный в лотке для льда
- Шип в форме перевернутой пирамиды
- Шип, сформированный после сильного ночного мороза
- Ледяная свеча
- Шип из дождевой воды